# Riak
Riak ist eine fehlertolerante, hochverfügbare, linear skalierbare NoSQL-Datenbank mit einer Schlüssel-Werte-Datenstruktur (Key Value Store), die die Prinzipien aus Amazons Dynamo-Veröffentlichung umsetzt.
Durch markierte Links zwischen Schlüsseln lassen sich Datensätze unidirektional verknüpfen und kategorisieren.
CRUD-Operationen werden über eine HTTP-REST-Schnittstelle ausgeführt oder die schnellere aber nicht so verfügbare Alternative der binären Protobuf-API.
Riak hat austauschbare Backends für den zentralen horizontal fragmentierten (englisch shared) Speicher, wobei Bitcask in der Version 0.12 als Voreinstellung verwendet wird. Es gibt einen eingebauten MapReduce-Mechanismus mit nativer Unterstützung von JavaScript (in der SpiderMonkey Laufzeitimplementierung) und Erlang, während eine Reihe von Programmiersprachen über Treiber unterstützt werden, z. B. Python, Java, PHP, Node.js und Ruby.
Am 21. Februar 2012 kündigte Basho Riak 1.1 an. Diese Version enthielt Riaknostic, verbessertes Fehler-Logging und Fehler-Reporting, verbesserte Verträglichkeit mit großen Clustern und eine neue grafische Operations- und Monitoringoberfläche, die Riak Control genannt wurde.
Am 27. März 2012 startete Basho mit Riak CS (englisch Cloud Storage). Riak CS bietet Mehrfach-Haltung, Messung, Unterstützung für große Objekte und eine S3-kompatible Programmierschnittstelle (englisch API) oberhalb von Riak.
Basho hat die generelle Verfügbarkeit von Riak 1.2 am 7. August 2012 angekündigt.
Bekannte Firmen, die Riak verwenden, sind: Xing (für den Activity Stream), Voxer, Braintree, Bump, Comcast, Mozilla, AOL, Ask.com, Yammer, Mobile Interactive Group, Wikia, Opscode und Mochi Media.